# フィンランド国立博物館
フィンランド国立博物館（フィンランドこくりつはくぶつかん, 芬: Kansallismuseo、典: Nationalmuseum）は、ヘルシンキ中心部にある国立機関。フィンランドの歴史を石器時代から現在まで文化史を通して紹介する。所在する建物は国民ロマン主義様式で、文化教育省に属するフィンランド遺産庁（芬: Museovirasto、典: Museiverket、2018年以前の呼称は国立遺跡委員会）の庁舎である。

## 建物

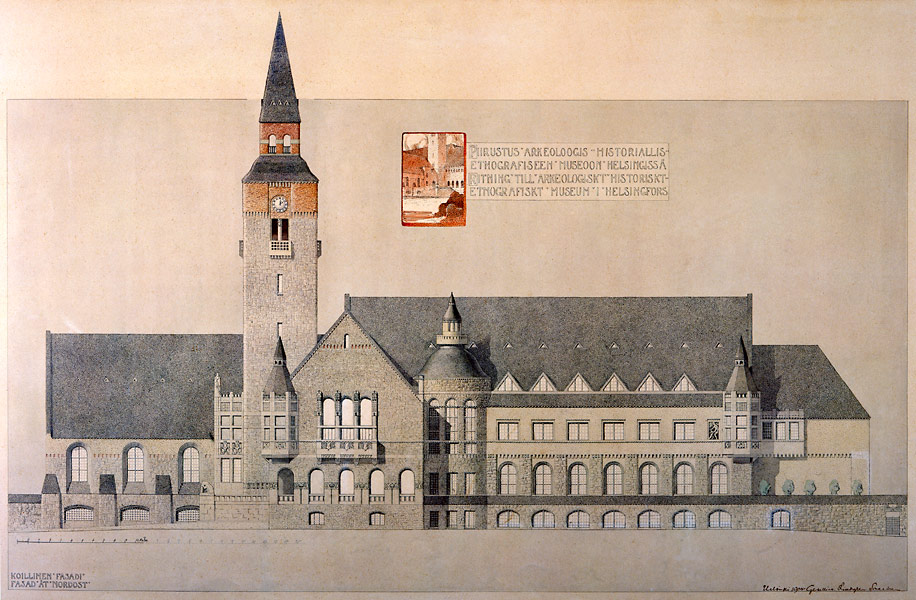
建物のパース図

当館建物の設計は、ゲセッリウス・リンドグレン・サーリネン設計事務所が手がけ、外観は同国の中世の教会や城の様式を映すフィンランドの国民ロマン主義、内装は主にアール・ヌーヴォーに統一されている。建築は1905年から1910年にわたり、一般公開は1916年に始まった。1917年のフィンランド独立により「フィンランド国立博物館」と改称。大規模改修を経て、2000年7月に再開した。2023年10月から長期休館中で、改修と増築を経て、2027年春の再開を予定している。
博物館の玄関ホールの天井を彩るフレスコ画はアクセリ・ガッレン＝カッレラが民族叙事詩「カレワラ」を主題に描いたもので、入場料を払わずに鑑賞できる。この天井画は1900年のパリ万博フィンランド館に描いた自らの作品に基づいて作成された。
玄関ホールの天井画
アクセリ・ガッレン＝カレラ作（1928年）
- 玄関ホール
- 「サンポ（英語）の鍛造」
- 「蛇の畑を耕すイルマリネン（英語）」
- 「巨体のキタカワカマス」
- 「サンポの防衛」

## 常設展
コイン、メダル、勲章、装飾品、銀製品、宝飾品、武器のコレクションで構成する。フィンランドの先史時代、12世紀中世から20世紀初頭のスウェーデン王国時代からロシア帝国時代にわたる社会と文化の発展、さらに工業化前の18世紀と19世紀の田園地帯の民俗文化まで通史を閲覧できる。
収蔵品にはアメリカのコロラド州の崖の住居址から発掘されたメサ・ヴェルデの遺物も含まれ、かつてスウェーデン人探検家グスタフ・ノルデンスキールドから受贈した資料である。同遺構の遺物としてアメリカ国外で最も広範に揃い、またアメリカ先住民資料として南北アメリカ大陸を離れた最大のコレクションの1つであった。2019年にはこれら考古学遺物をアメリカ合衆国先住民の代表者に返却すること、同館のもとにおよそ600点を残し展示することに合意した。

## 爆発事故
2006年1月23日月曜日の事故は、当館の銀製品展示室で発生した。原因は漏れたメタンが排水路を伝って逆流し、床面の排水口から掃除用具入れに溜まったところへ、配電盤の火花が引火したと推定された。メタンの発生源は2つ、建物が面するムセオカツ通りに埋設した都市ガスの配管か、あるいは下水道から自然発生したガスかと推測され、警察の捜査によりガス配管から漏れたと判明した。爆発で同展示室にあったほとんどの陳列ケースが壊れ、200超の展示資料のうち被害にあった49点のほとんどは軽度の損傷であり、当日は休館日であったことも幸いして、けが人はゼロであった。同年末までに資料の修復を終え、同室は2007年初頭に一般公開に復した。

## 主な出版物
発行年順。
- Aarne Michaël Tallgren (1917). Znamenski, Suomen kansallismuseo [フィンランド国立博物館]. “XXIX Catalogue de la collection de M. Znamenski. Antiquités de la Sibérie occidentale conservées au Musée national de Finlande [「ズナメンスキー氏蒐集品図録 : 西シベリアの遺物、フィンランド国立博物館収蔵」]” (フランス語) (マイクロフォーム). Suomen Muinaismuistoyhdistyksen aikakauskirja [『フィンランド古美術ジャーナル』] (Helsinki: フィンランド古美術協会（K.F. Puromiehen Kirjapaino O.-Y. [プロメン 印刷所]）) 29 (4):  4-. OCLC 236188063.
  - 複製：マイクロフィルム1巻、35 mm。マサチューセッツ州ケンブリッジ：ハーバード大学図書館画像サービス（Imaging Services）、1999年。物理的な説明：28, [2] pages 2 挿絵あり（図面あり）、プレートVI点、図表あり、26 cm。
- Suomen kansallismuseo [フィンランド国立博物館], ed (1919). “XXIX Trouvailles isolées sibériennes préhistoriques au Musée national de Finlande [「フィンランド国立博物館で孤立した先史時代のシベリア発見資料」]” (フランス語) (マイクロフォーム). Suomen Muinaismuistoyhdistyksen aikakauskirja [『フィンランド古美術ジャーナル』] (Helsinki: フィンランド古美術協会（K.F. Puromiehen Kirjapaino 1O.-Y. [プロメン 印刷所]）) 29 (3):  3-. OCLC 236188072.
  - 複製：マイクロフィルム1巻、35 mm。マサチューセッツ州ケンブリッジ：ハーバード大学図書館画像サービス（Imaging Services）、1999年。物理的な説明：22 ページ、挿絵IV点、26 cm。その他の利用可能な形式＝紙書籍、フォーマット&版
- Carl Axel Nordman (1951). Suomen kansallismuseo [フィンランド国立博物館]. ed. “Medeltida skulptur i Nationalmuseum [国立博物館の中世の彫刻]” (スウェーデン語) (マイクロフォーム). Konst och konsthantverk i Finlands Nationalmuseum. [『フィンランド国立博物館の美術品と工芸品』] (Helsingfors [ヘルシンキ]: H. Schildt) (2). OCLC 44465096.
  - 複製：ニューヨーク市立図書館（ニューヨーク州ニューヨーク市）19--。物理的な説明：20頁、[2] 頁、挿絵あり（画像33点）、26 cm。その他の利用可能な形式＝紙書籍、フォーマット&版
- Suomen kansallismuseo [フィンランド国立博物館] (1983) (fi,sv) (マイクロフォーム). フィンランド語: Nuutajärvi : kartano ja lasipruuki : Näyttely, Suomen kansallismuseo [ヌータヤルヴィ : 邸宅とガラスの壺 : 展示、フィンランド国立博物館]. ヘルシンキ: Suomen Kansallismuseo [Museovirasto [博物館庁]. OCLC 1304854610. ISBN 9789519074771, 9519074775。フィンランド語とスウェーデン語を併記、並列の書名＝[スウェーデン語: Notsjö : Herrgård och Glasbruk :  ノッシェ: 邸宅とガラス工場]。物理的な説明：144 p. : 挿絵あり（カラーあり）、図面、肖像写真 ; 28 cm。注記：展示図録。その他の利用可能な形式＝紙書籍、フォーマット&版

写真資料
- Gesellius, Lindgren & Saarinen. [ゲセリウス、リンドグレーン、サーリネン建築設計事務所] (2007-01-02) (35mmスライド、静止画). Suomen Kansallismuseo : General View. [フィンランド国立博物館の概観、フィンランドのヘルシンキ]. College of Architecture & Planning [建築設計学科].. OCLC 124009815ボール州立大学図書館群収蔵品ライセンス条件：libx.bsu.edu.
  - 注記: ダウンロード可能な視覚資料。英語, 建築時期: 1906-（1900-1909 ; 20世紀）、ヘルシンキ（フィンランド）、北欧／スカンジナビア。詳細情報: liblink.bsu.edu

## ギャラリー
建物の細部
- 熊の像。Emil Wikström作（1910年）
- 塔屋部
- 市電通り沿いの外観
- 小規模なタレット
- 動物の浮き彫り（上部）を施したタレット
- 正面の扉
- 通用口

## 関連資料
- 村松貞次郎「パリ・北欧そしてアムステルダム : 葦の髄からのぞいた建築・デザイン」『建築雑誌』第987号、日本建築学会、1967年10月、12-14頁、ISSN 0003-8555、NAID 110006335193(要購読契約)。